# Arrondissement de Château-Salins (Empire allemand)
L'arrondissement de Château-Salins (Landkreis Château-Salins ou Landkreis Salzburg à partir de 1915), correspond à l'arrondissement français de Château-Salins à l'époque de l'Empire allemand, et au Landkreis Salzburgen sous le Troisième Reich.

## Contexte
Un arrondissement allemand correspond à un arrondissement français. Ce découpage administratif fut instauré en Moselle en 1871, à la suite de l'annexion de l'Alsace-Lorraine, puis rétabli en 1940, avec l'annexion de la Moselle. L'intitulé du Kreis Château-Salins change en 1915 pour devenir Kreis Salzburg. Cet intitulé, repris en 1940 lors de l'annexion, changera de nouveau en 1944 pour devenir Kreis Salzburgen.

## Organisation territoriale
Pendant la première annexion allemande, le district de Lorraine désignait ce qui deviendra le département de la Moselle en 1918. Il constituait avec le district de Haute-Alsace et le district de Basse-Alsace l'Alsace-Lorraine. Le district lorrain comprenait l'arrondissement de Boulay, l'arrondissement de Château-Salins, l'arrondissement de Forbach, l'arrondissement de Metz-Campagne, l'arrondissement de Metz-Ville, l'arrondissement de Sarrebourg, l'arrondissement de Sarreguemines, l'arrondissement de Thionville-Est et l'arrondissement de Thionville-Ouest.
En 1940, le département de la Moselle devint le CdZ-Gebiet Lothringen et fut rattaché au Gau Westmark.

## Population de l'arrondissement
| Habitants                        | 1890   | 1900   | 1910   |
| -------------------------------- | ------ | ------ | ------ |
| Arrondissement de Château-Salins | 48 956 | 46 894 | 45 303 |

| Communes ( +500 ) | Habitants |
| ----------------- | --------- |
| Albesdorf         | 530       |
| Bourdonnay        | 560       |
| Chambrey          | 754       |
| Château-Salins    | 2.402     |
| Delme             | 706       |
| Dieuze            | 5.852     |
| Freialtdorf       | 716       |
| Insmingen         | 712       |
| Lagarde           | 541       |
| Lauterfingen      | 528       |
| Maizières-lès-Vic | 750       |
| Marsal            | 585       |
| Moyenvic          | 578       |
| Vergaville        | 814       |
| Vic-sur-Seille    | 1.761     |
| Wiebersweiler     | 519       |

## Administrateurs civils ( Kreisdirektor)
- 1871: Lambert Rospatt (de)[2]
- 1872: Sigismund von Kramer
- 1880: Karl Hack (de)
- 1882: German Killinger (de)
- 1886: Sengenwald
- 1891: Emil Kayser (de)
- 1896: Eduard Knüppel (de)
- 1897: Max Menny (de)
- 1901: von Türcke
- 1909: Georges Mahl (de)[3]
- 1913: Back

## Seconde Guerre mondiale
La Moselle étant de nouveau annexée par l’Allemagne en juillet 1940, l'arrondissement de Château-Salins fut rétabli pendant la Seconde Guerre mondiale. L'arrondissement faisait partie du CdZ-Gebiet Lothringen, nouvelle division territoriale intégrée au Gau Saarpfalz, renommé Westmark en 1942. Libéré par les forces alliées fin 1944, l'arrondissement de Château-Salins a été rétabli par la France.

## Administrateurs civils ( Landkommissar - Landrat)
- 1940: Wagner[2]
- 1941: Theo Gauweiler
- 1942: Leonhard Lorscheider
- 1942: Friedrich Kipp